# Otelo

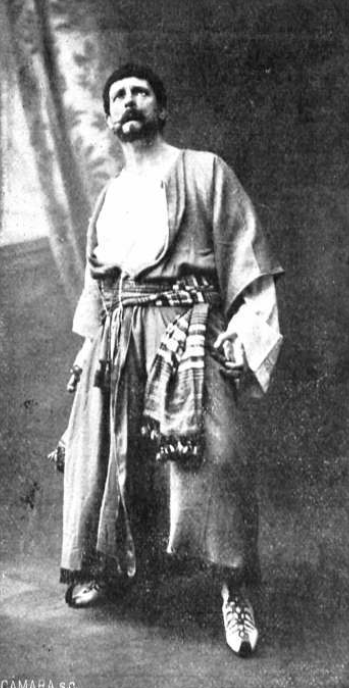
Enrique Borrás interpretando a Otelo.

Otelo: el moro de Venecia u Othello: el moro de Venecia (título original: The Tragedy of Othello, the Moor of Venice, lit. La tragedia de Otelo, el moro de Venecia) es una obra teatral de William Shakespeare escrita alrededor de 1603. Otelo es una tragedia, como Hamlet, Macbeth y El rey Lear. Shakespeare escribió Otelo probablemente después de Hamlet pero antes que las dos últimas. La primera representación de la que se tiene noticia se celebró el 1 de noviembre de 1604 en el palacio de Whitehall de Londres.
La historia gira alrededor de dos personajes, Otelo y Yago. Otelo es un comandante militar moro que servía como general del ejército veneciano en la defensa de Chipre contra una invasión de manos de los turcos otomanos. Otelo se había recién casado con Desdémona, una hermosa y adinerada dama veneciana más joven que él, sin el conocimiento del padre de ella y quien posteriormente habría de objetar la boda. Yago es el malévolo alférez de Otelo, quien maliciosamente atiza los celos de su amo hasta que el usualmente estoico Otelo asesina a su amada esposa en un ataque de furia ciega. Debido a sus temas perennes de pasión, celos y raza, Otelo sigue siendo vigente y popular, y es representado ampliamente alrededor de todo el mundo, con numerosas adaptaciones.
El personaje principal, Otelo, se presenta piadosamente, a pesar de su etnia. Esto era poco habitual en la literatura inglesa en tiempos de Shakespeare, la cual presentaba como villanos a los moros y otros pueblos de piel oscura. En esta obra Shakespeare evita cualquier discusión respecto del islam. Otelo se ha destacado por su gran profundización en la retórica y la tragedia.

## Estructura

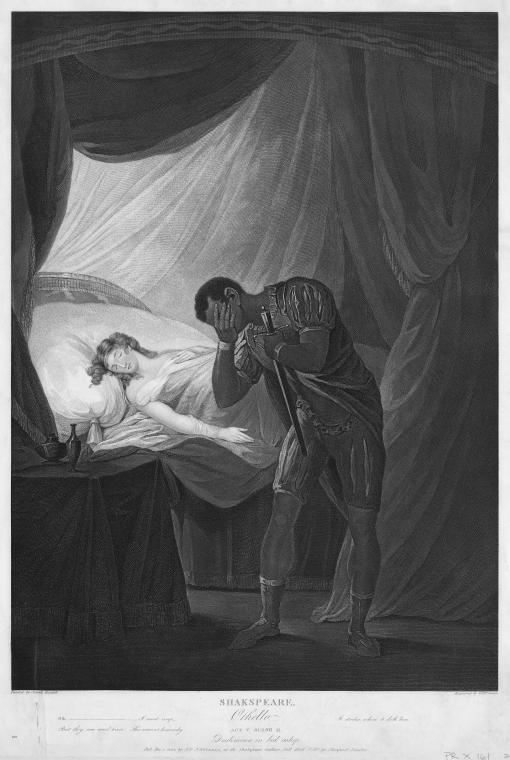
Grabado de 1803 sobre Otelo y Desdémona. Acto V, segunda escena.

La obra consta de cinco actos divididos en escenas:
El 1º Acto (3 escenas)
- 1º escena: Una calle en la ciudad de Venecia
- 2º escena: Otra calle en la ciudad de Venecia
- 3º escena: Sala del Consejo veneciano

El 2º acto (3 escenas)
- 1º escena: Un Puerto de Chipre.
- 2º escena: Calle en Chipre.
- 3º escena: Una sala del Palacio.

El 3º acto (4 escenas)
- 1º escena: Sala de un castillo en Chipre.
- 2º escena: Sala del castillo con personajes diferentes a los anteriores.
- 3º escena: Jardín del castillo.
- 4º escena: Explanada delante del castillo.

El 4º acto (3 escenas)
- 1º escena: Plaza enseguida del castillo.
- 2º escena: Sala del castillo.
- 3º escena: Sala del castillo con otros personajes.

El 5º acto (2 escenas)
- 1º escena: Calle de Chipre.
- 2º escena: Alcoba en el castillo (Habitación de Otelo y Desdémona).

## Personajes

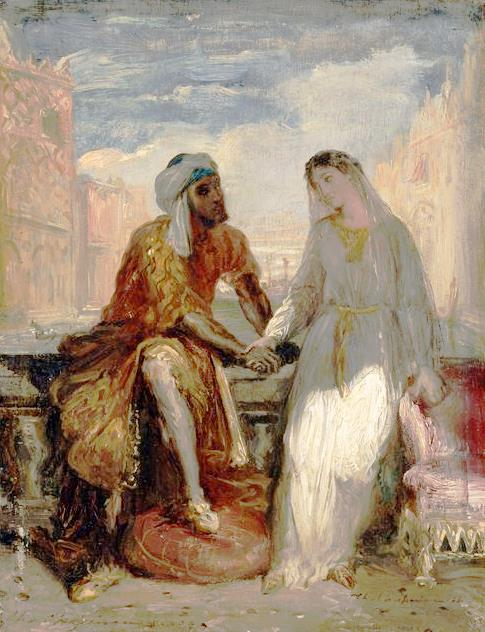
Otelo y Desdémona, obra de Théodore Chassériau inspirada en el Otelo de Shakespeare.

- Otelo (moro al servicio de Venecia)
- Desdémona (hija de Brabancio, esposa de Otelo)
- Yago (alférez de Otelo)
- Casio (teniente de Otelo)
- Dux de Venecia (Dux: es el cargo más alto de Venecia)
- Brabancio (padre de Desdémona, duque de Venecia)
- Graciano (hermano de Brabancio)
- Ludovico (pariente de Brabancio y Graciano)
- Rodrigo (caballero veneciano)
- Montano (gobernador de Chipre antes que Otelo)
- Emilia (esposa de Yago, sirvienta de Desdémona)
- Bianca (enamorada de Cassio)

Además en la obra aparecen otros personajes de menor importancia: varios senadores, un marinero, un nuncio, un pregonero, alguaciles, músicos, criados, etc.

## Resumen de la obra

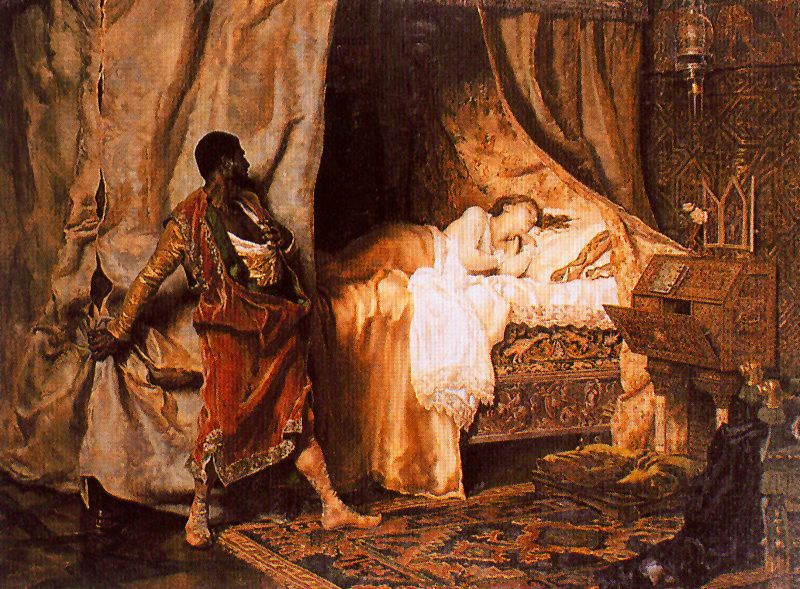
Otelo y Desdémona por Muñoz Degrain, pintura de 1881.

### Acto I
Rodrigo, un acaudalado y disoluto caballero, le reprocha a su amigo Yago, un alférez, que sus consejos han sido inútiles para acercarse a su amada, Desdémona, la hija del senador Brabancio, así como el no haberle contado sobre el matrimonio a escondidas entre ella y Otelo, un general moro del ejército veneciano. Rodrigo está molesto porque ama a Desdémona y la había pedido en matrimonio a Brabancio, quien se había rehusado. Yago, a su vez, odia a Otelo por haber ascendido al aristócrata Casio como su lugarteniente por encima de Yago. Éste le cuenta a Rodrigo que planea explotar a Otelo para beneficio propio y convence a Rodrigo de que vaya a despertar a Brabancio y le cuente sobre la secreta boda de su hija. 
En otro lugar, poco después, Yago busca a Otelo y le cuenta que ha estado varias veces a punto de matar a Brabancio porque este hablaba mal de él. Mientras tanto, Brabancio, provocado por Rodrigo, está enfurecido y busca confrontar a Otelo, pero lo encuentra acompañado por los guardias del Dux de Venecia, que evitan que haya violencia. Llegan noticias a Venecia de que los turcos van a atacar Chipre, y Casio aparece para informarle a Otelo que ha sido citado ante el Senado veneciano para que reciba el mando de una expedición a Chipre contra los turcos. Brabancio no tiene opción más que acompañar a Otelo a la casa del Dux, donde acusa a Otelo de seducir a Desdémona con brujería. 
Otelo se defiende ante el Dux de Venecia, ante Ludovico y Graciano, parientes de Brabancio, y varios senadores. Explica que, mientras estuvo como invitado en casa de Brabancio, Desdémona se había enamorado de él al escuchar de su voz las tristes y conmovedoras historias de su vida antes de Venecia, y no por brujería alguna. Hace llamar a Desdémona para que declare si no le sigue por su voluntad, y cuando ésta lo confirma el senado se da por satisfecho. Brabancio, sin embargo, se marcha diciendo que Desdémona va a traicionar a Otelo: «Con ella, moro, siempre vigilante: si a su padre engañó, puede engañarte» (Acto I, sec. 4). Yago, que continúa en la sala, toma nota del comentario de Brabancio. Por orden del duque, Otelo se apresta a partir de Venecia para comandar los ejércitos venecianos contra los invasores Turcos, acompañado por su esposa, su nuevo lugarteniente Casio, su alférez Yago, y la esposa de éste, Emilia, como ayudante de Desdémona. Antes de partir, Yago incita a Rodrigo a que reúna dinero y siga a Otelo a escondidas para conseguir a Desdémona cuando esta se canse de su moro y él de ella. Le dice a Rodrigo: «Si le pones los cuernos, tú te das el gusto y a mí me das la fiesta».

### Acto II
En Chipre, una tormenta ha destruido la flota turca antes de que los venecianos combatieran contra ella. Casio ha desembarcado ya; aparece la nave de Otelo, tan esperada por Desdémona, Yago, Rodrigo y la mujer de Yago (Emilia), llegados antes en otra nave. Entre todos ellos se forma una conversación un tanto desvergonzada en sus alusiones nupciales. Aparece Otelo y se va con Desdémona. Yago convence a Rodrigo de que Desdémona, en realidad, está enamorada de Casio, y le incita a provocar a este para que le quiten su puesto de teniente de Otelo. Chipre está en fiestas: Yago quiere hacer beber a Casio, quien se marcha, pero vuelve con otros (entre ellos, Montano) que ya han conseguido que beba, y se va otra vez. Yago manda a Rodrigo provocar a Casio, que vuelve persiguiendo a Rodrigo. Casio, en lucha, hiere a Montano, que le quería retener. Aparece Otelo, para saber qué riñas son esas. Las hipócritas declaraciones de Yago contribuyen a que despida a Casio de su puesto de lugarteniente suyo. Quedan solos Yago y Casio; Yago le convence para que apele a Desdémona, y luego (ya solo) decide que Emilia también ayude a Casio en esa tarea.

### Acto III
Yago va a buscar a Emilia para que Casio hable con ella sobre cómo ver a Desdémona. Casio se entrevista con Desdémona, suplicándole que interceda ante Otelo para recuperar su puesto de lugarteniente. Se está despidiendo cuando llega Otelo y le ve irse. Desdémona intercede por Casio ante Otelo, pero este aplaza el asunto. Yago suscita celos en Otelo, a propósito de esa visita de Casio. Vuelve Desdémona, y encuentra perplejo a Otelo. Se le cae el pañuelo que le había regalado Otelo, con quien se va. Emilia recoge el pañuelo y se lo entrega a Yago, ya que este se lo había pedido reiteradamente y Yago lo deja caer luego en el cuarto de Casio. Vuelve Otelo, ya del todo celoso. Yago le dice que, aunque no pueda ahora probar sus celos, están bien fundados, y le promete pruebas. Desdémona, con Emilia, va a buscar a Casio. Aparece Otelo: Desdémona le dice que ha mandado llamar a Casio para que hable con él. Otelo le pide el pañuelo que, según Yago, habría regalado ella a Casio. Como Desdémona no lo tiene, se va, furioso. Entran Yago y Casio; este habla con Desdémona sobre la inutilidad de sus intentos de mediación. Casio, que tiene el pañuelo de Desdémona (sin saber que es de ella, por haberlo encontrado en su cuarto, dejado allí por Yago), se lo da a una mujer con quien tiene amores, Blanca.

### Acto IV
Yago, con insinuaciones, aumenta los celos de Otelo, quien sufre un ataque. Yago hace observar su conversación con Casio, llevada por él malignamente.Otelo queda convencido al ver el pañuelo: Yago impide que se incline a la compasión y al perdón, y le incita a estrangular a Desdémona. Entra Ludovico, de Venecia, primo de Desdémona, con una carta en que ordenan a Otelo volver a Venecia, dejando a Casio al mando de la flota. Otelo abofetea a Desdémona, ya entregado a sus celos, y le dice que se retire. Ludovico piensa que se ha vuelto loco. Otelo habla de sus celos con Emilia, quien niega toda culpa por parte de Desdémona. Entra esta, y también rechaza toda sospecha de Otelo. Él se va, y Yago le dice a Emilia que la excitación de Otelo está causada por sus responsabilidades de mando. Se queda solo Yago, y entra Rodrigo, quien le reclama que cumpla su promesa de conseguirle ver a Desdémona, a cambio de lo cual le había dado joyas y dinero.

### Acto V
Yago acompaña a Rodrigo, situándole al acecho para que mate a Casio, pero este hiere a Rodrigo, aunque es herido por la espalda por Yago. Entra Otelo y alaba a Yago, creyendo que ha herido a Casio en atención a él mismo y a sus celos. Quedan gimiendo Casio y Rodrigo. Aparece Ludovico, con Graciano, pero no se atreve a acercarse’. Entra Yago, en camisa, como si se hubiera acostado. Casio le dice que Rodrigo le ha herido, sin saber que es el mismo Yago quien lo ha hecho. Yago remata a Rodrigo para que no descubra su intriga. Llega Blanca, y se llevan herido a Casio, quien declara no conocer al hombre ya muerto (Rodrigo). Yago hace que le retiren. Llega Emilia, ante la cual Yago echa la culpa de la pelea a Blanca. Otelo entra a la habitación de Desdémona y la estrangula. Emilia aclara la situación, y acusa a Yago por lo que hizo. Finalmente, Otelo se suicida tras darse cuenta de que asesinó a su esposa en vano porque todo había sido obra de Yago.

## Versiones

### Versiones cinematográficas
Otelo es una obra que ha sido adaptada varias veces para la gran pantalla, podemos destacar películas como:
- The Tragedy of Othello: The Moor of Venice (1952) de Orson Welles, que ganó la Palma de Oro en el Festival de Cannes de 1952
- Othello (1965) protagonizada por Laurence Olivier, Maggie Smith, Frank Finlay y Joyce Redman
- Otello (1986) protagonizada por Plácido Domingo, Justino Diaz y Katia Ricciarelli, dirigida por Franco Zeffirelli
- Otelo (1995) protagonizada por Kenneth Branagh, Laurence Fishburne e Irène Jacob. Dirigida por Oliver Parker.
- Kaliyattam (1997), en Malayalam, una adaptación moderna, situada en Kerala, protagonizada por Suresh Gopi
- En el año 1998, Televisa produce El privilegio de amar, en el capítulo final de la telenovela, los malvados Nicolás y Tamara, recrean en una obra teatral la escena de Otelo y Desdémona, situación que tiene como consecuencia que Tamara apuñale a Nicolás por la espalda, y él la asfixie, dándoles sus respectivos finales a ambos; mientras esto sucede, los espectadores creen estar viendo el desarrollo de la obra teatral con total normalidad.
- El laberinto envenenado (2001), una adaptación moderna de Otelo ambientada en un instituto estadounidense y protagonizada por Mekhi Phifer y Josh Hartnett.
- Huapango (2004), una adaptación moderna de Otelo ambientada en la Huasteca Tamaulipeca y protagonizada por Alejandro Tomasi y Manuel Landeta en los papeles de Otelo y Yago, pero nombrados "Otilio" y "Santiago", respectivamente.
- Omkara (2006), una adaptación moderna de la India.
- Otel·lo, dirigida por Hammudi Al-Rahmoun Font y protagonizada por Ann M. Perelló y Youcef Allaoui.

### Versiones musicales
La tragedia de Shakespeare sirvió de inspiración para dos versiones operísticas, ambas tituladas Otello y compuestas por Gioacchino Rossini y Giuseppe Verdi. Por su parte, el compositor checo Antonín Dvořák compuso una obertura sinfónica a la que tituló Otelo, Op. 93.
Alfred Reed en 1977 escribe una Escena sinfónica para banda de concierto/ensamble de vientos dividida en 5 movimientos retratando cada escena, obra comisionada por el Ithaca college y dedicada al profesor y amigo de Reed, Walter Beeler.  
En el año 2009 Pepe Cibrián Campoy y Ángel Mahler presentaron una adaptación a musical de la obra, titulada Otelo y protagonizada por Juan Rodó en Buenos Aires.[cita requerida]

### Representaciones en castellano
Entre otras, pueden destacarse las siguientes:
- Teatro Bretón, Logroño, 1904.
  - Intérpretes: Francisco Morano, Nieves Gómez, Matilde Moreno, Nieva, Porredón.
- Teatro Español, Madrid, 1936.
  - Intérpretes: Ricardo Calvo, Enrique Borrás, Asunción Casals, Guillermo Marín.
- Teatro Español, Madrid, 1944.
  - Dirección: Cayetano Luca de Tena.
  - Decorados: Emilio Burgos.
  - Intérpretes: Mercedes Prendes (Desdémona), Alfonso Muñoz (Iago), José María Seoane (Otelo)
- Teatro Griego de Montjuich. Barcelona, 1958. 
  - Dirección: José Tamayo.
  - Escenografía: Sigfrido Burmann.
  - Intérpretes: Carlos Lemos (Otelo), Asunción Sancho (Desdémona), José Sancho Sterling, Avelino Cánovas, Fernando Guillén, Lola Lemos.
- Festival de Castelldefels. Barcelona, 1961. 
  - Dirección: José Tamayo.
  - Intérpretes: Carlos Lemos (Otelo), Gemma Cuervo (Desdémona), José Sancho Sterling, Luisa Sala, Javier Loyola.
- Teatro Español, Madrid, 1971.
  - Dirección: Alberto González Vergel.
  - Intérpretes: Carlos Ballesteros (Otelo), Lola Cardona (Desdémona), José María Prada, Andrés Mejuto, Carmen Rossi.
- Estudio 1, TVE, 1972 (Televisión).
  - Adaptación: Antonio Gala.
  - Realización: Gustavo Pérez Puig.
  - Intérpretes: Alfredo Alcón (Otelo), Maribel Martín (Desdémona), Fernando Guillén (Yago), Manuel Dicenta, Jesús Tordesillas, Manuel Galiana, Charo Soriano y Sancho Gracia (Casio).